# Styrax cespedesii
Styrax cespedesii är en storaxväxtart som beskrevs av Perkinz. Styrax cespedesii ingår i släktet Styrax och familjen storaxväxter. Inga underarter finns listade i Catalogue of Life.